# Pardubicei repülőtér
A Pardubicei repülőtér (IATA: PED, ICAO: LKPD) kettős hasznosítású, katonai és nemzetközi repülőtér Csehországban, Pardubice közelében. Éves utasforgalma 147 572 fő (2018).

## Légitársaságok és úticélok
| Légitársaság       | Célállomások                                           |
| ------------------ | ------------------------------------------------------ |
| Red Wings Airlines | Szezonális: St. Petersburg                             |
| Ryanair            | Szezonális: Alicante                                   |
| SkyUp              | Kijev–Boriszpil                                        |
| Smartwings         | Szezonális charter: Antalya, Burgas, Heraklion, Rhodes |

## Futópályák
A repülőtér futópályái:
- 09/27 (2500 m, 74 m, beton)

## Forgalom
Az utasforgalom az elmúlt években az alábbi módon változott:
| Utasok száma | 6087 | 3862 | 49 165 | 86 863 | 49 032 | 125 008 | 150 056 | 27 560 | 102 045 | 80 796 |
|              | 2000 | 2002 | 2005   | 2007   | 2009   | 2012    | 2014    | 2016   | 2019    | 2021   |